# Margites alutaceus
Margites alutaceus là một loài bọ cánh cứng trong họ Cerambycidae.